# اغتيال آرثر تشارلز
حدث اغتايل آرثر تشارلز، الذي كان رئيسا للمجلس التشريعي في عدن، في 1 سبتمبر 1965، أثناء ثورة 14 أكتوبر.
تم إطلاق النار على تشارلز أثناء دخوله سيارته بعد اللعب في نادي سييرا للتنس في كريتر. تم نقله على الفور إلى المستشفى، لكنه توفي هناك.  كان تشارلز في عدن منذ عام 1959 وحصل على لقب فارس في يونيو 1965.  